# Campylopus trichophylloides
Campylopus trichophylloides là một loài rêu trong họ Dicranaceae. Loài này được Thér. ex Herzog mô tả khoa học đầu tiên năm 1938.